# Kodak

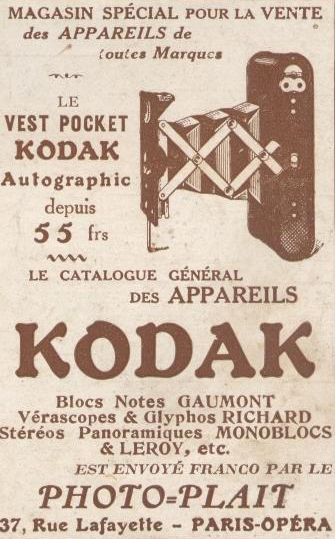
Anuncio francés de las cámaras Kodak de 1916.

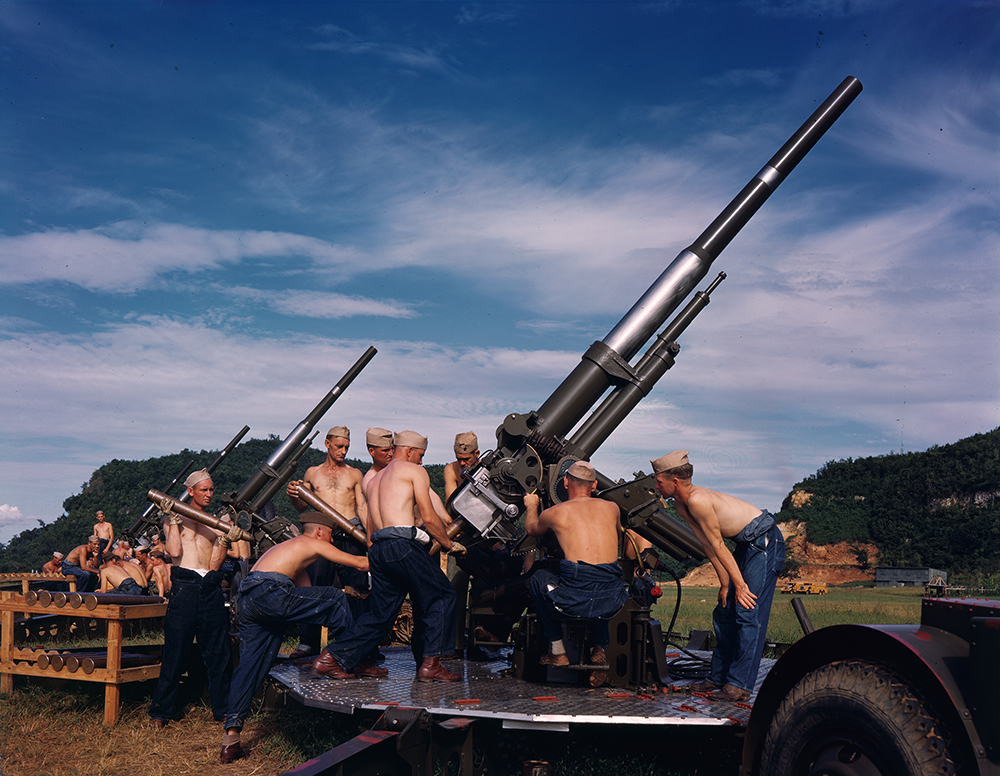
El ejemplo de la fotografía en color Kodak Kodachrome (1935) de 1939.

Eastman Kodak Company (popularmente conocida como Kodak) es una compañía multinacional fundada en Estados Unidos en el año 1881 bajo el nombre Eastman Dry Plate Company (posteriormente llamada Eastman Kodak Company en 1892), dedicada al diseño, producción y comercialización de equipamiento fotográfico. Durante más de cien años ha sido una empresa muy conocida por sus cámaras y películas fotográficas y actualmente está reorientando su actividad hacia dos mercados principales: la fotografía digital y la impresión digital, aunque hay pocas veces en que se orienta a la fotografía analógica en la actualidad. Desde 2020 comercializa además productos farmacéuticos.

## Ubicación
La compañía tiene su sede en la población de Rochester, en el estado de Nueva York, Estados Unidos.

## Historia

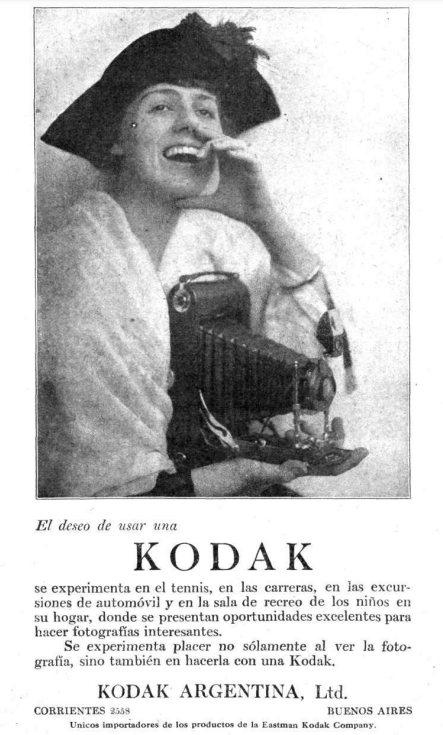
Antigua publicidad de Kodak en la revista argentina Caras y Caretas, 1918.

La actual empresa tiene su antecedente en la Eastman Dry Plate Company y General Aristo Company, fundadas por el inventor George Eastman en 1888 y el empresario Henry Strong en 1889 en Rochester y Jamestown, dos ciudades neoyorquinas.
Su gran éxito comercial fue la introducción del carrete de papel en el mercado en el año 1888, lo que provocó la sustitución de las placas de cristal empleadas hasta el momento, así como el lanzamiento en el mismo año de la cámara Kodak 100 Vista, que utilizaba carretes de 100 fotos circulares y para cuya campaña de promoción se acuñó la frase "Usted apriete el botón, nosotros hacemos el resto". Posteriormente, lanzó el carrete de celuloide que terminó por emplear una protección que permitía su extracción y colocación bajo la luz solar.
Otras cámaras famosas fueron la Kodak Brownie y la Kodak Instamatic.
Además de sus cámaras, Kodak ha sido una de las grandes suministradoras de película fotográfica para los sectores aficionados y profesionales.
Cabe decir que después de perder una batalla por la patente de la fotografía instantánea con Polaroid, Kodak abandonó el mercado de las cámaras instantáneas en el año 1986.
El 22 de enero de 2012 entró en el concurso de acreedores. Actualmente la empresa sigue activa y pasa por un proceso de reestructuración y renovación. El 12 de marzo de 2014, la Junta Directiva eligió como director ejecutivo a Jeff Clarke para liderar este proceso, dejando su cargo el 20 de febrero de 2019.

### Orígenes del nombre
La elección de la palabra Kodak como nombre de la compañía parece tener su justificación en motivos puramente comerciales, ya que resulta de fácil pronunciación en todos los idiomas. George Eastman dijo siempre que había tomado esta palabra del lenguaje de los niños pequeños; también hay una segunda hipótesis que dice que eran las dos sílabas, dos sonidos de su primera cámara. Incluso hay una tercera hipótesis la cual dice que la letra "K" era la favorita de George Eastman, a quien le parecía una letra fuerte e incisiva. Él y su madre crearon la palabra Kodak con un anagrama bajo las premisas de ser corta, fácil de pronunciar y no poder evocar nada más que a la Kodak.[cita requerida]
Su gran éxito comercial fue la introducción del carrete de papel en el mercado en el año 1888, lo que provocó la sustitución de las placas de cristal empleadas hasta el momento, así como el lanzamiento en el mismo año de la cámara Kodak 100 Vista, que utilizaba carretes de 100 fotos circulares y para cuya campaña de promoción se acuñó la frase "Usted apriete el botón, nosotros hacemos el resto". Posteriormente, lanzó el carrete de celuloide que terminó por emplear una protección que permitía su extracción y colocación bajo la luz solar.
Otras cámaras famosas fueron la Kodak Brownie y la Kodak Instamatic.
Además de sus cámaras, Kodak ha venido siendo una de las grandes suministradoras de película fotográfica para los sectores aficionados y profesionales.
Cabe decir que después de perder una batalla por la patente de la fotografía instantánea con Polaroid, Kodak abandonó el mercado de las cámaras instantáneas en el año 1986, aunque después, en la década de los años 2010, ingresó al mercado con una variante con las líneas de cámaras instantáneas Printomatic, aprovechando el hueco que dejó Polaroid al retirarse del negocio de las cámaras instantáneas en 2008.

### Cine al
Kodak sigue siendo hasta el día el mayor proveedor de películas cinematográficas en el mundo tanto para los aficionados y profesionales, como para el mercado del cine. La compañía también se ha diversificado en otros tipos de imágenes relacionadas con diferentes industrias (como películas de imágenes médicas, comercializados por Carestream Health).
En enero de 2018, Kodak anunció la salida a la venta en primavera de una nueva versión de su cámara clásica Super 8, pero con la particularidad que graba en digital.  Archivado el 22 de junio de 2018 en Wayback Machine.

### Cámaras digitales
Muchas de las primeras cámaras digitales de Kodak han sido diseñadas y construidas por Chinon Industries, un fabricante japonés de cámaras. En el año 2004, Kodak adquirió Chinon Japón y muchos de sus ingenieros y diseñadores se unieron a Kodak Japón. En julio de 2006 Kodak anunció que la empresa Flextronics ayudaría en fabricación y en la tarea de diseño de sus cámaras digitales.

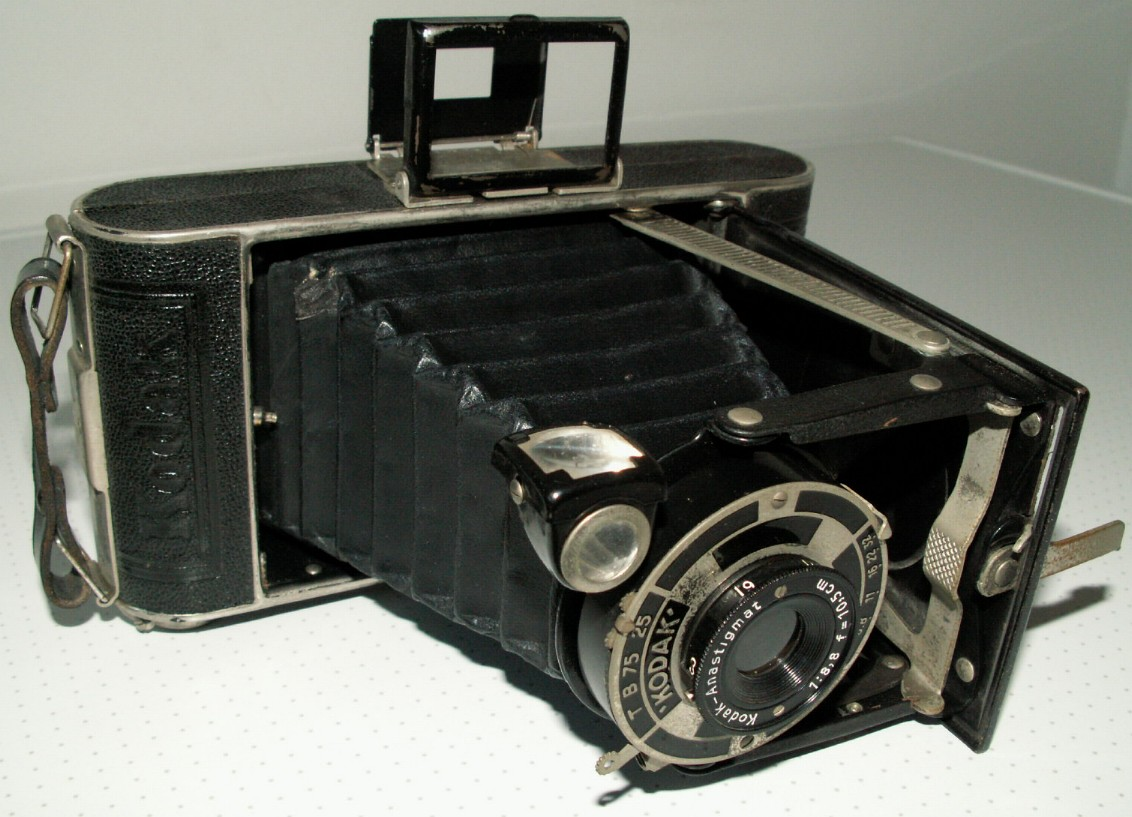
Kodak Junior 620
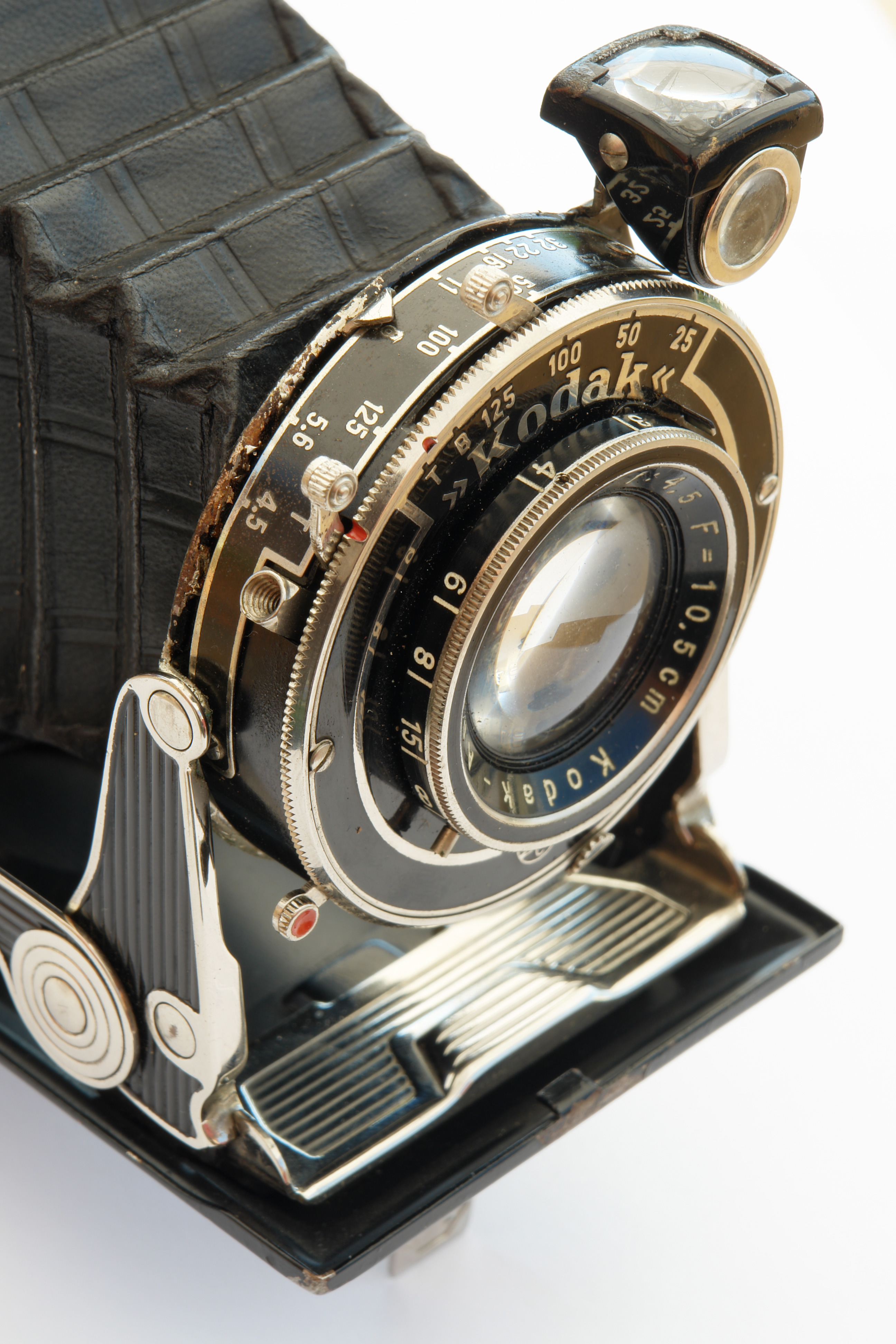
Kodak-Vollenda620
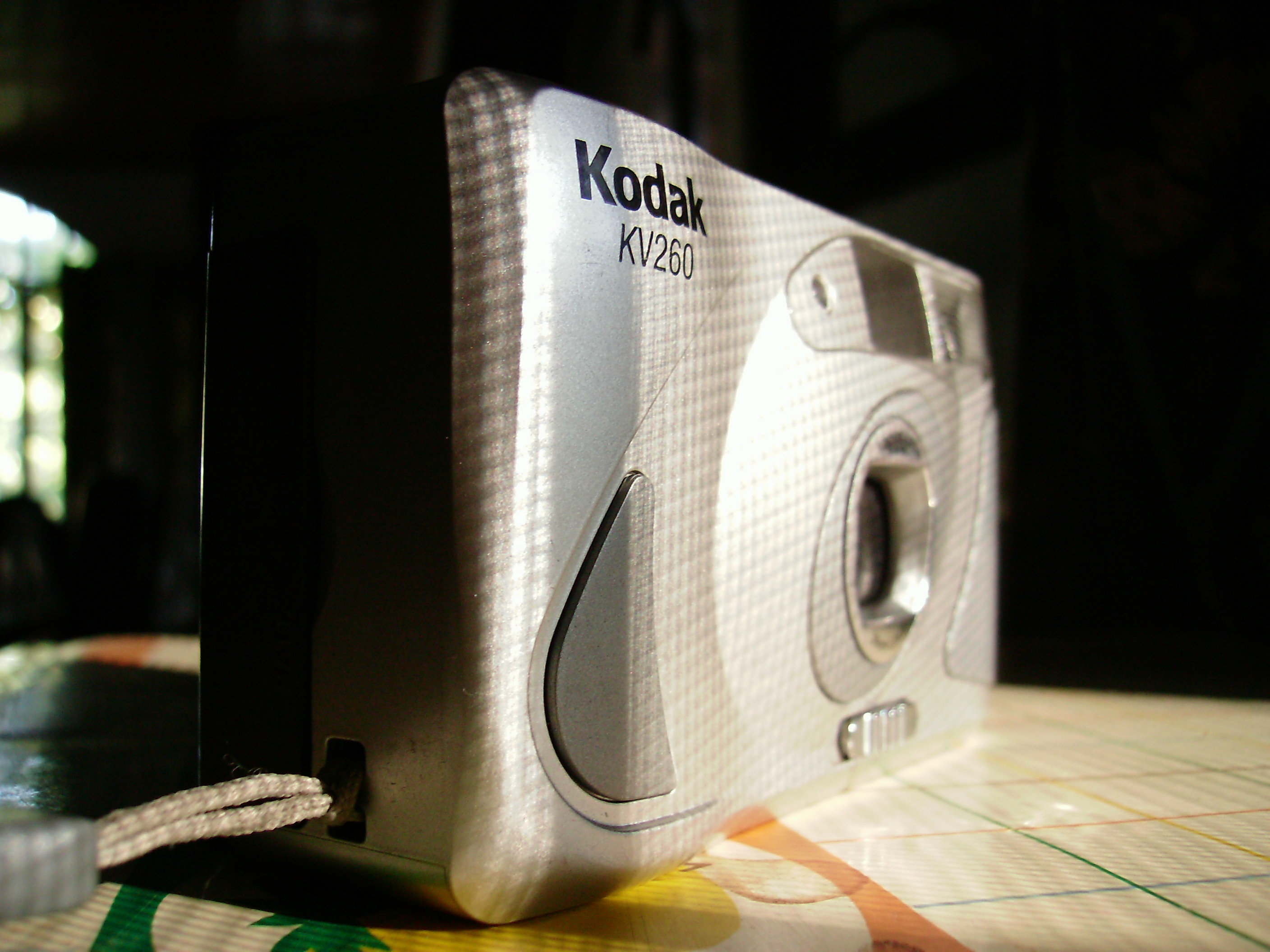
Kodak kv260
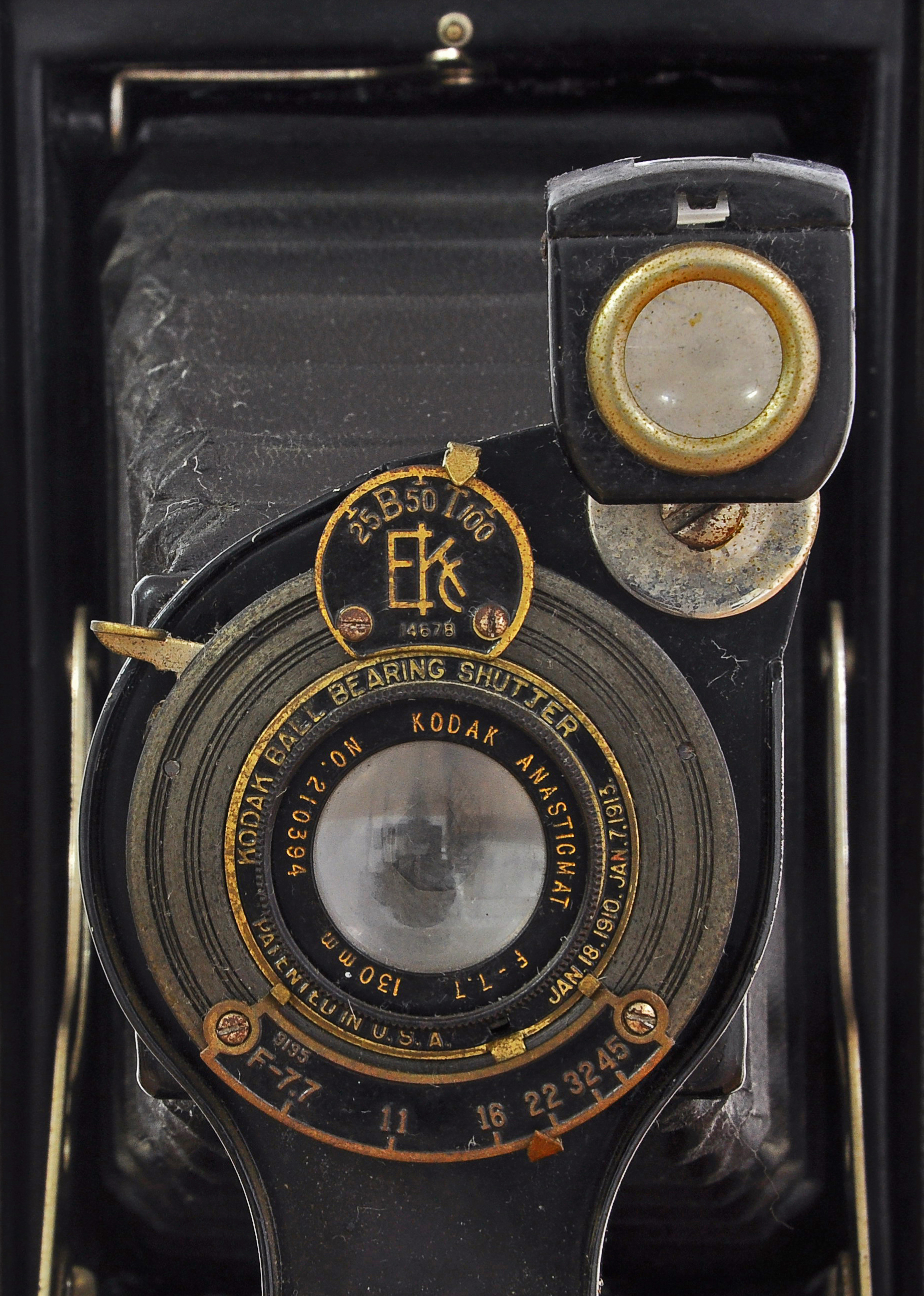
Obturador Ball Bearing patentado en 1913
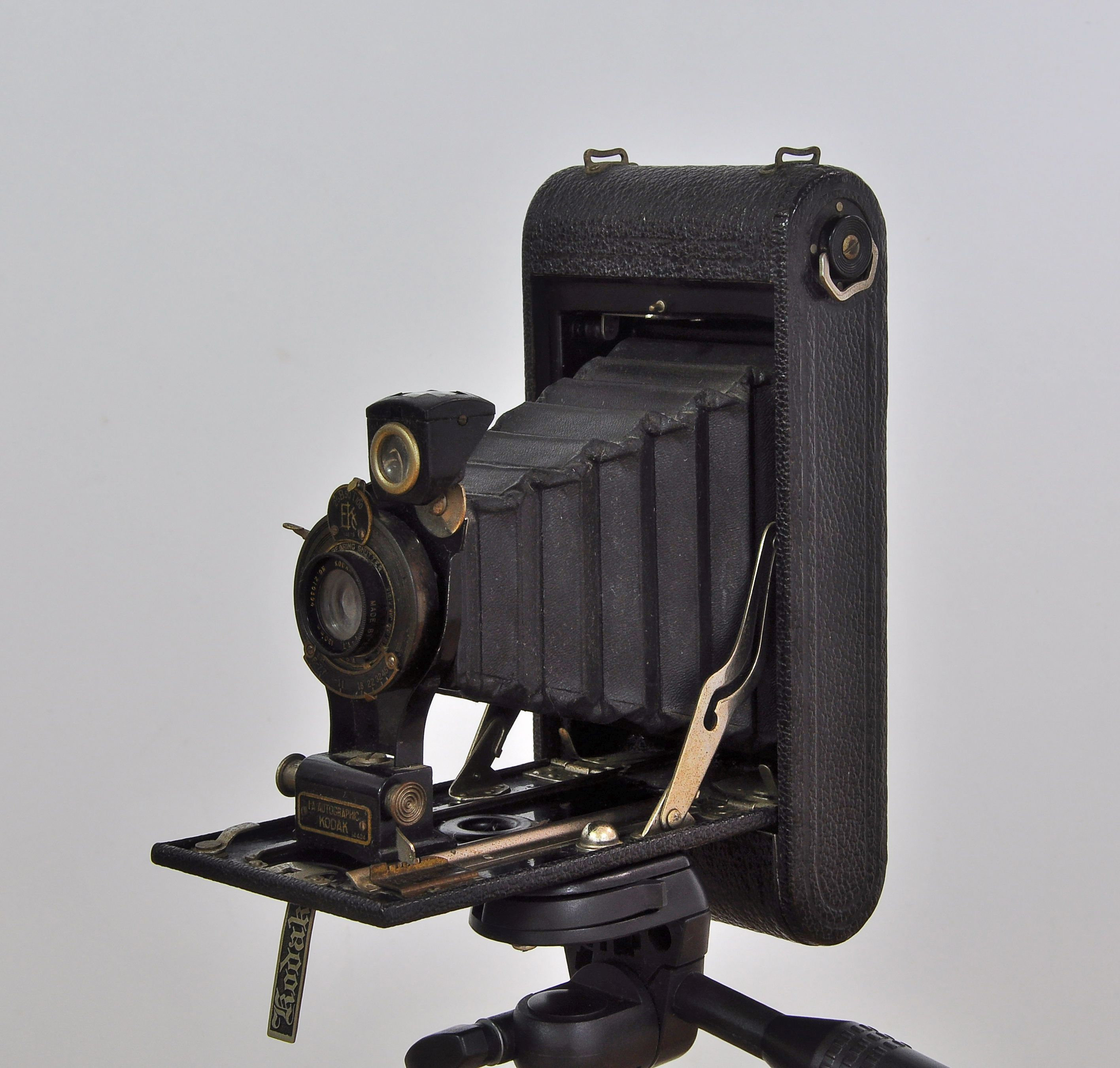
Nº1 Autographic Kodak Jr., modelo fabricado entre 1914 y 1927.
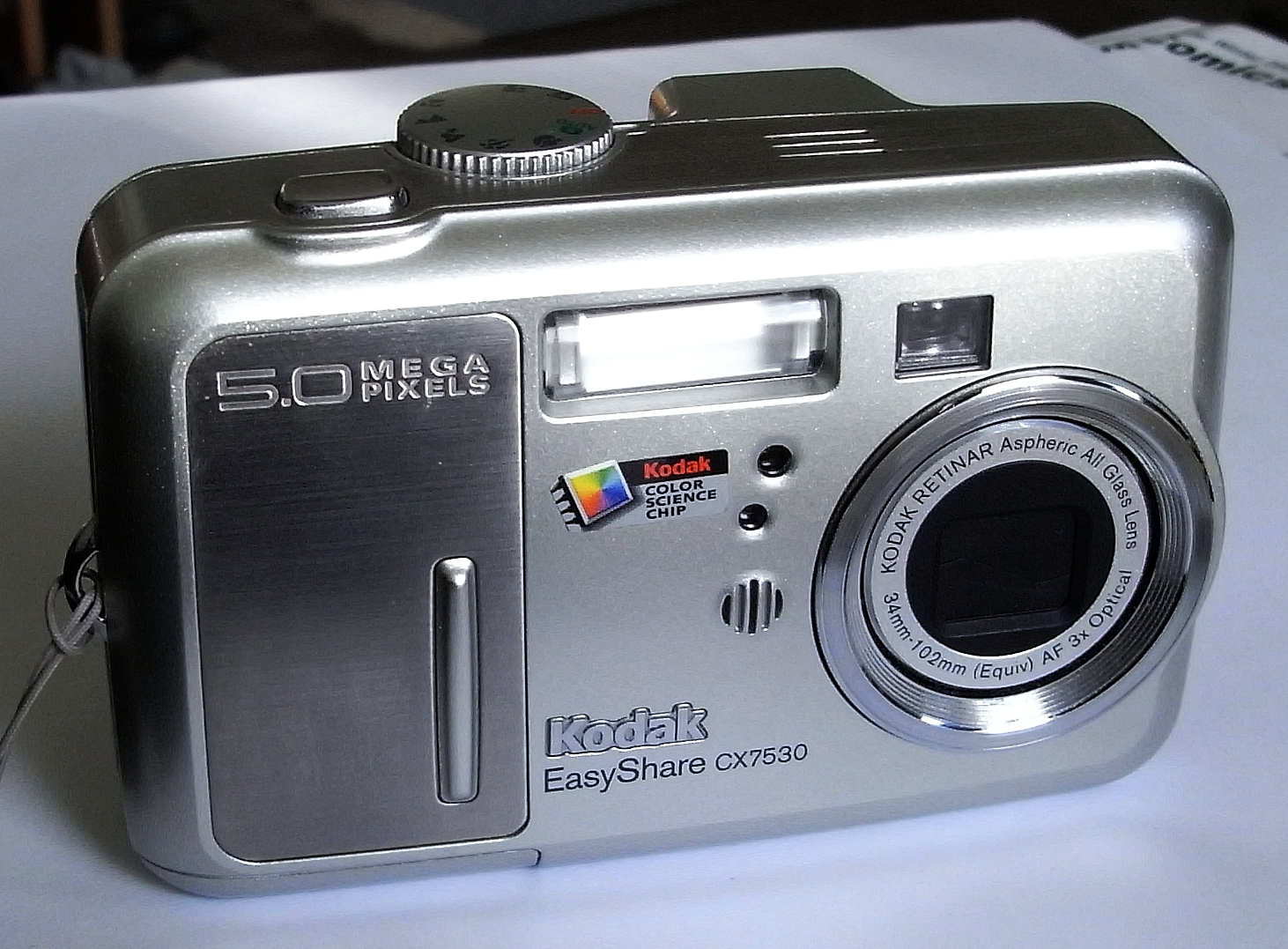
EasyShare CX7530

### La rivalidad con FujiFilm
El competidor japonés Fujifilm entró al mercado estadounidense (a través de Fuji Photo Film U.S.A.) con una película y otros complementos fotográficos más baratos que los que estaba proporcionando en ese momento Kodak. Aun así, Kodak pensó que los clientes americanos no abandonarían jamás su marca. Esta dejó pasar la oportunidad de convertirse en la película oficial de los Juegos Olímpicos de Los Ángeles del año 1984 y fue entonces FujiFilm quien ganó esos derechos de patrocinio, lo cual le otorgó un lugar permanente y seguro en el mercado. Fuji abrió una central en los Estados Unidos y junto a su fuerte reducción de precios, así como con su mercadeo, comenzó a quitarle la cuota de mercado a Kodak. Es de este modo como Fuji pasó de una cuota de mercado del 10% a principios de los años 1990 a una del 17% en el 1997. Fuji también progresó en el mercado con las películas transparentes o diapositivas como Velvia y Provia que compitieron exitosamente con el producto de Kodak llamado Kodachorme. Las de Fuji usaban las máquinas procesadoras E-6 que eran más comunes y económicas y se encontraban en la mayoría de laboratorios fotográficos. En cambio, Kodachrome requería de unas máquinas más especializadas. Fujifilm, de inmediato, encontró también un margen competitivo en el aumento de la velocidad de las películas negativas con un mejor ajuste de la estructura granular.
En mayo de 1995, Kodak presentó una petición al Departamento de Comercio de los Estados Unidos debajo del artículo 301 de la Ley de Comercio, argumentando que su bajo rendimiento en el mercado japonés era resultado directo de las prácticas adoptadas por Fuji. La queja fue revisada por la Organización Mundial del Comercio (OMC) pero el 30 de enero de 1998, la OMC la rechazó. Los resultados financieros de Kodak de finales del año 1997 muestran que los ingresos de la compañía habían bajado de 15,97 mil millones de dólares (13,42 mil millones de euros) en 1996 a 14,36 mil millones (12,07 mil millones de euros) en 1997, es decir, una caída de más del 10%. Sus ingresos netos fueron de 1,29 mil millones de dólares (mil millones de euros) a 5 millones de dólares (4,20 millones de euros) por el mismo período. La cuota de mercado de Kodak decayó de un 80.1% a un 74.7% en los Estados Unidos, una caída de un 5%. Algunos observadores señalaron que Kodak estaba reaccionando lentamente a los cambios y que había subestimado a su rival.
Aunque de los años 1970 tanto Fuji como Kodak reconocieron la inminente amenaza de la fotografía digital e hicieron uso de la diversificación como estrategia de prevención, Fuji fue más exitosa a la hora de diversificar.

### El cambio a digital
Aunque Kodak llevó a cabo una cámara digital en el año 1975, la primera de este tipo, el producto, por miedo a que amenazase el negocio de la película fotográfica de Kodak, fue descartado. En los años 1990, Kodak planeó el cambio a la tecnología digital en un período de una década. El Director Ejecutivo George M.C. Fisher se puso en contacto con Microsoft y otros nuevos consumidores. Las cámaras digitales pioneras QuickTake de la marca Apple, introducidas el año 1994 llevaban la marca de Apple pero eran producidas por Kodak. La Dc-20 y la Dc-25 fueron lanzadas al mercado el año 1996. De todas formas, en general, había un poco de implementación de la nueva estrategia digital. La principal labor de la empresa de Kodak no padeció ninguna presión por parte de las nuevas tecnologías competidoras, ya que los ejecutivos de Kodak no podían imaginarse un mundo sin la película tradicional, cosa que hacía que obviasen este tema. Paulatinamente, los consumidores fueron escogiendo las ofertas digitales de otras compañías como Sony. En el año 2001, la venta de películas cayó, cosa que Kodak atribuyó a los choques financieros causados por los ataques del 11 de septiembre. Los ejecutivos esperaban que Kodak pudiese ralentizar el cambio a digital con un mercadeo agresivo.
Con el director Ejecutivo, Daniel Carp, sucesor de Fisher, Kodak se introdujo en el mercado de la cámara digital con la familia EasyShare de cámaras digitales. Kodak destinó muchos recursos a estudiar el comportamiento de sus clientes, y descubrió que a la mujer, en particular, le gustaba mucho hacer fotografías digitales pero le frustraba tener que pasarlas al ordenador. Esta insatisfacción por parte del cliente se convirtió en una oportunidad. Una vez Kodak tuvo el desarrollo del producto iniciado, lanzó al mercado toda una serie de productos que facilitaban compartir fotografías a través de los ordenadores. Una de las claves de sus innovaciones fue una impresora donde los consumidores podían conectar sus cámaras a un dispositivo compacto, presionar un botón y mirar sus propias fotografías. En el año 2005, Kodak se posicionaba como número 1 en los Estados Unidos en la venta de cámaras digitales, que había aumentado un 40%, 5.700 millones de dólares (4.790 millones de euros).
A pesar del gran crecimiento, Kodak no supo ver con suficiente antelación la velocidad con que las cámaras digitales entraban en el mercado hacia mediados de los años 2000. En 2001, ocupó el segundo lugar en los Estados Unidos en ventas de cámaras digitales (después de Sony) pero perdió 60 dólares (50,4 euros) en cada cámara vendida, mientras que había una discusión entre los empleados de la sección de digital y los de película. El negocio de las películas, donde Kodak había obtenido grandes beneficios, cayó un 18% en 2005. El resultado de todo esto fueron unos beneficios bastante decepcionantes. La venta de cámaras digitales de Kodak al cabo de poco tiempo se vio afectada por la venta a precios más bajos de los competidores asiáticos que podían manufacturar sus productos de manera más barata. Kodak tenía una cuota de mercado del 27% en el año 1999 que disminuyó a un 15% en el 2013. En 2007 Kodak se encontraba en la posición número 4 de Estados Unidos de la venta de cámaras digitales y con una cuota del 9,6%. En 2007 la cuota fue de un 7% ocupando la séptima posición después de Canon, Sony y Nikon entre otras, según la empresa investigadora IDC. Además, era un porcentaje bastante reducido de fotografías digitales las que se estaban capturando con cámaras digitales, que poco a poco fueron substituidas por las cámaras de los teléfonos móviles y tabletas.

## El impacto de Kodak en la sociedad
En un inicio, la fotografía solamente era accesible a unos pocos: suponía un privilegio que solo algunos pocos podían optar. (referencia) Posteriormente, comenzaron a surgir estudios fotográficos, algo que hizo que la gente comenzase a tener más acceso. Aun así, la fotografía siempre iba a cargo de un profesional. Fue con la invención de George Eastman y la empresa que creó que la fotografía comenzó a ser accesible para todo el mundo.
George Eastman vio que la fotografía era una técnica complicada, debido al coste y al trabajo que suponía, y eso impedía que se popularizase. En 1888 George Eastman trajo al mercado la primera cámara Kodak, la Kodak Brownie. Esta era una cámara no demasiado grande, portátil y fácilmente manejable, de cien exposiciones y contenía un manual que explicaba cómo utilizarla. Una vez hechas las fotografías, su propietario llevaba la cámara a la fábrica para que se realizase el procesamiento de negativo a positivo. La cámara era devuelta a su propietario lista para volver a ser utilizada juntamente con las fotografías positivas. Con la aparición de la nueva cámara de Eastman, se inició una etapa de masificación fotográfica. Hasta este momento las fotografías eran realizadas por profesionales y era necesario ir a un estudio. Eastman hizo que la fotografía fuese para todo el mundo, la adaptó a la gente creando una cámara que tenía un uso sencillo pero con unos buenos resultados. La cámara que creó se adaptaba a las condiciones de luz de la situación fotográfica. Y solamente se debía hacer clic en el botón. Por ello, el eslogan de la campaña publicitaria de esta cámara era "Tú haces clic al botón, nosotros hacemos el resto". Se vendieron millones de cámaras. De esta manera es como se inició esta nueva etapa fotográfica, la etapa popular. Además de los fotógrafos profesionales que había hasta entonces, surgieron los fotógrafos aficionados. La fotografía comenzó a ser un testimonio de la vida cotidiana, del entorno social y familiar (referencia).
Se empezó a fotografiar aquello que era efímero, que desaparecía o se transformaba con el paso del tiempo. Una de las utilidades que comenzó a tener la fotografía era la familiar. Por ejemplo, muchas familias comenzaron a comprarse cámaras con el nacimiento de un hijo para retratar y fijar los primeros momentos de este. Este hecho posibilitó por una parte, que familiares que vivían lejos los unos de los otros, pudiesen ver a través de las fotografías aquellos momentos en los cuales no habían podido estar. Por otra parte, hizo posible que las generaciones posteriores pudiesen ver momentos y retratos del pasado. De esta forma, fue posibilitando la reconstrucción del árbol genealógico icónico que aportaba diversos aspectos de los antepasados que el árbol genealógico tradicional no aportaba, ya que simplemente mostraba los nombres. Por lo tanto, el hecho de tener retratos dejó de ser algo reservado para los personajes públicos más importantes, la fotografía supuso una vulgarización del retrato. La fotografía se fue convirtiendo en una transferencia de la realidad. Se fotografiaban rituales sociales o buenos momentos (álbumes familiares).
Aunque, como se ha dicho anteriormente, con la popularización de la fotografía esta comenzó a ser un testimonio de la vida cotidiana, se debe mencionar también que la fotografía doméstica, muchas veces, estuvo ligada a los rituales sociales como las bodas, comuniones, fiestas y pocas veces se fotografiaba la vida diaria. Esto es porque esta recordaba los momentos de aburrimiento y de trabajo, algo que se prefería olvidar. Esto hace que los momentos plasmados fueran únicamente los buenos e importantes. Un ejemplo claro son las bodas, donde se recreó todo un ritual fotográfico en torno a estas.
Otra utilidad que fue más allá de la familiar fue la estética. Generalmente eran fotógrafos aficionados apasionados por la fotografía que querían reflejar una estética. A estos no les atraía la fotografía familiar, ya que ellos no eran los protagonistas. Como explica Pierre Bourdieu, estos fotógrafos acostumbraban a ser solteros, jóvenes o de familias sin hijos.
El hecho que la fotografía comenzase a ser accesible para todos hizo que gente de ámbitos y entornos sociales muy heterogéneos se sumase a la fotografía. Entre las zonas rurales y urbanas hubo claras diferencias en cuanto al uso de la cámara y la postura de la gente que aparecía en las imágenes. Las diferencias existentes eran marcadas, básicamente, por las desigualdades económicas y culturales. La gente de las zonas rurales entendía la fotografía como algo dedicado a las clases más altas que disponían de un salario fijo y más tiempo libre. Mientras que en las zonas urbanas, muchas veces, quien realizaba las fotografías era algún componente de la familia; en las zonas rurales, generalmente, se encargaba a alguien externo al grupo para que realizase las fotografías. Otra de las diferencias era la poca naturalidad, rigidez y monotonía que presentaban las fotografías de la zona rural frente a la espontaneidad y el movimiento que empezaba a percibirse en las fotografías de la zona urbana. Esto es así porque en la zona rural se guiaban por unas convenciones y tradiciones antiguas y presentaban unas conductas más estereotipadas y arcaicas. A diferencia de las zonas urbanas donde el imprevisto, la espontaneidad y la informalidad estaba un poco más aceptada.

## Declaración de quiebra
En septiembre de 2010, Eastman Kodak recibió una advertencia en meses anteriores, por cuanto la cotización de las acciones de Kodak ya había caído por los suelos tras los rumores de suspensión de pagos y el anuncio de parte de la bolsa de Nueva York de prohibir que la empresa siguiese cotizando, porque su valor se mantenía por debajo de un dólar. Además, abonando a la mala situación de la empresa, Moody's y Fitch se sumaron degradando la deuda de la empresa al nivel de bono basura.
El 11 de enero de 2012, con la frente en alto en Wall Street, anunció "la reorganización de su negocio y la presentación de una demanda contra Apple y HTC por violar cuatro de sus patentes por tratamiento de imágenes". Días más tarde se acogió al capítulo 11 de la Ley de Quiebras en un intento por sobrevivir a una crisis de liquidez después de años de continua caída en las ventas relacionadas de su negocio de películas para fotografía. En ese mismo mes solicitó un préstamo a Citigroup un monto de casi más de 950 millones de dólares que lo tendría que devolver en 18 meses.

## Reestructuración y resurgimiento

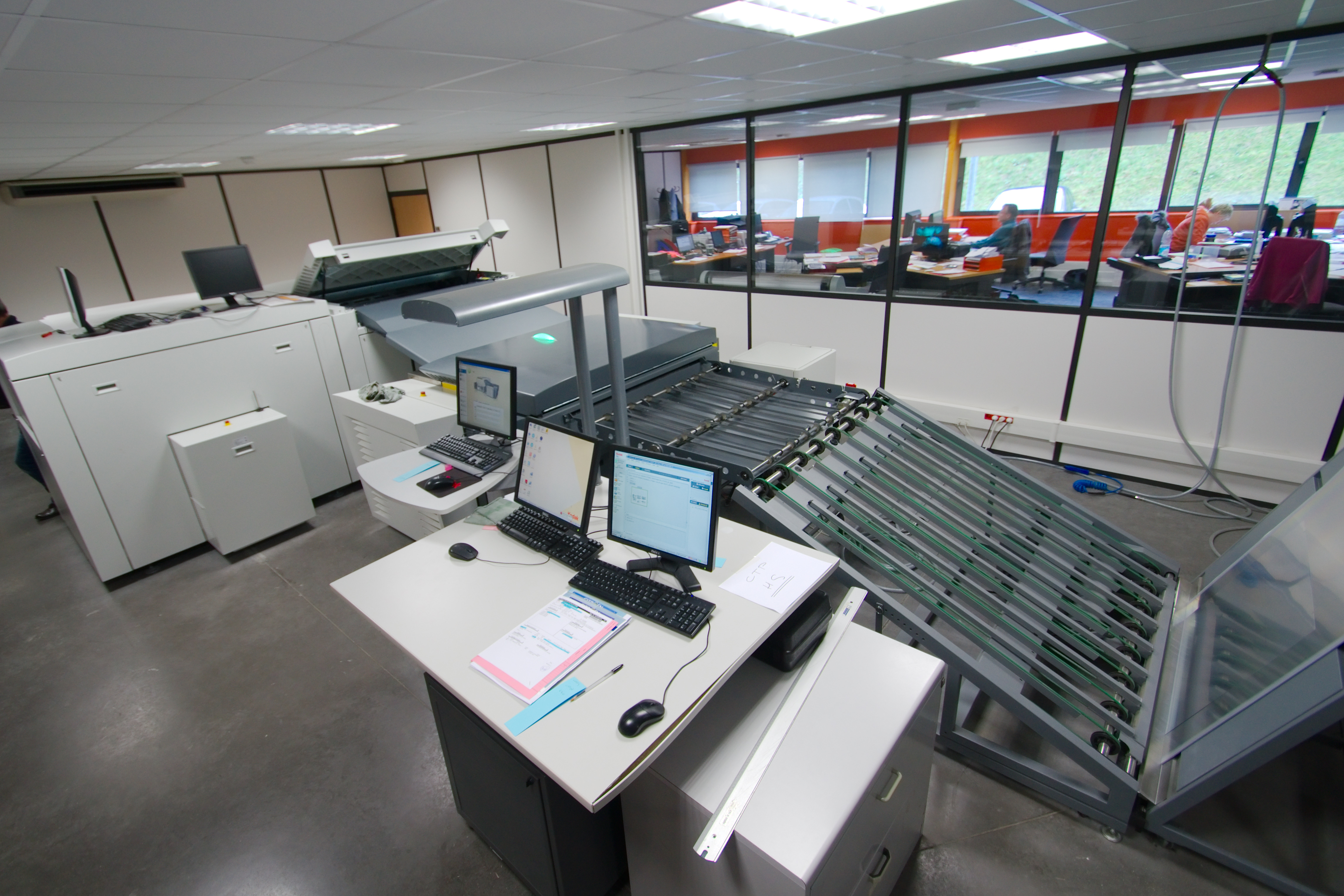
Insoladora Kodak Magnus 800 de la imprenta Iropa en Saint-Étienne-du-Rouvray.

Después de haberse declarado en bancarrota, la empresa ha pasado por un proceso de reestructuración y parece resurgir con su nuevo CEO Jeff Clarke, electo para el puesto el 12 de marzo de 2014. Clarke es conocido por su carrera como alto ejecutivo y director en empresas como HP, Compuware Corporation y Orbitz.
En enero de 2015, durante el Consumer Electronics Show 2015, la compañía anunció su primer teléfono inteligente, un dispositivo Android que incorpora una cámara de 13 megapíxeles con flash LED y una serie de herramientas que permiten editar o retocar a detalle las imágenes capturadas.
El 28 de julio de 2020, se anunció que Kodak regresaría al mercado para fabricar productos y componentes farmacéuticos, el gobierno de los Estados Unidos dará un préstamo de 765 millones de dólares para iniciar la fabricación de ingredientes farmacéuticos invocando a la ley de producción para la defensa.

## Personas destacadas

### Dirección
| Nombre              | Título                        | Ocupación                                       |
| ------------------- | ----------------------------- | ----------------------------------------------- |
| Henry A. Strong     | Presidente                    | 1884 – 26 de julio de 1919                      |
| George Eastman      | Presidente                    | 1921 – 7 de abril de 1925                       |
| William G. Stuber   | Presidente                    | 1925–1934                                       |
| Frank W. Lovejoy    | Presidente                    | 1934–1941                                       |
| Thomas J. Hargrave  | Presidente                    | 1941–1952                                       |
| Albert K. Chapman   | Presidente                    | 1952–1960                                       |
| William S. Vaughn   | Presidente y CEO              | 1960 – 31 de diciembre de 1968                  |
| Louis K. Eilers     | Presidente y CEO              | 1 de enero de 1969 – 17 de mayo de 1972         |
| Gerald B. Zornow    | Presidente y luego "Chairman" | 1970–1984                                       |
| Walter A. Fallon    | Presidente y CEO              | 18 de mayo de 1972 – 1983                       |
| Colby H. Chandler   | CEO                           | Mayo de 1983 – junio de 1990                    |
| Kay R. Whitmore     | CEO                           | Junio de 1990 – 27 de octubre de 1993           |
| George M. C. Fisher | CEO                           | 28 de octubre de 1993 – 31 de diciembre de 1999 |
| Daniel A. Carp      | CEO                           | 1 de enero de 2000 – 31 de mayo de 2005         |
| Antonio M. Pérez    | "Chairman" y CEO              | 1 de junio de 2005 – 2014                       |
| Jeff Clarke         | CEO                           | 12 de marzo de 2014 – 21 de febrero de 2019     |
| Jim Continenza      | "Executive Chairman"          | 21 de febrero de 2019 – actualidad              |

### Científicos
- Bryce Bayer, científico del color (1929–2012)
- Harry Coover, químico de polímero (1917–2011)
- F. J. Duarte, físico láser y autor (left in 2006)
- Loyd A. Jones, físico de camuflaje (1884–1954)
- Maurice Loyal Huggins, científico de polímero (1897–1981)
- Rudolf Kingslake, diseñador óptico (1903–2003)
- David MacAdam, científico del color (1910–1998)
- Kenneth Mees, científico de película y fundador de los laboratorios de investigación (1882–1960)
- Perley G. Nutting, físico y fundador de OSA (1873–1949)
- Steven Sasson, ingeniero eléctrico
- Steven Van Slyke, científico de OLED (left in 2010)
- Warren J. Smith, ingeniero óptico (1922–2008)
- Ching W. Tang, científico de OLED (left in 2006)
- Arthur Widmer, pionero de la película de efectos especiales y receptor de un Premio de la Academia de Artes y Ciencias Cinematográficas (1914–2006)

### Fotógrafos
- Jeannette Klute, fotógrafa de investigación (1918–2009)